# Issam Merdassi
Issam Merdassi, né le 16 mars 1981 à Sfax, est un footballeur international tunisien évoluant au poste de défenseur.

## Biographie
Merdassi joue au Club sportif sfaxien de 2001 à 2009, avec un passage à l'Espérance sportive de Zarzis en 2002-2003 et au Al-Nassr Riyad en 2007-2008. Il est transféré au BSC Young Boys à l'été 2009 avant de rejoindre le club du Misr El Maqasa en 2012.
Il fait partie de l'équipe nationale qui se rend aux Jeux olympiques d'été de 2004 et quitte le tournoi au premier tour, en terminant à la troisième place du groupe C derrière l'Argentine et l'Australie.